# Tunna (behållare)

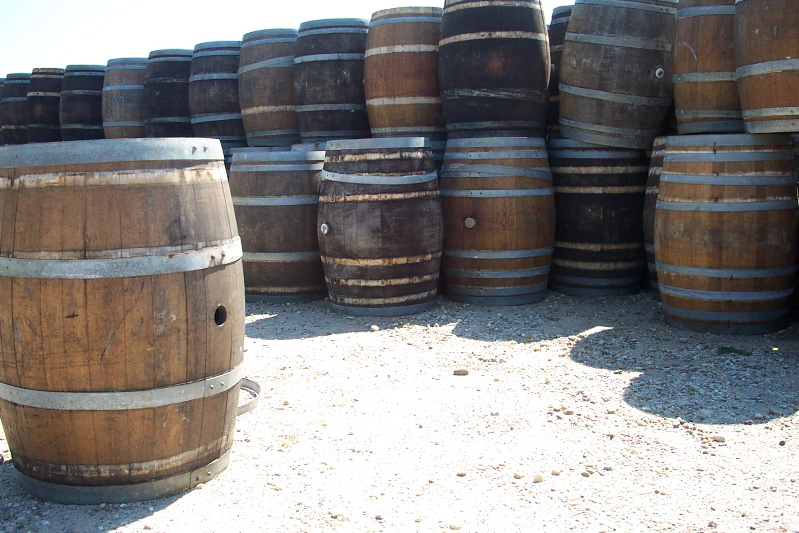
Klassiska trätunnor.

En tunna eller ett fat är en typ av cylindrisk och ofta bukig behållare, som oftast är gjord av trä eller plåt. Tunnor har sedan länge använts som behållare för våta och torra varor. Trätunnor är i allmänhet laggade.

## Historik

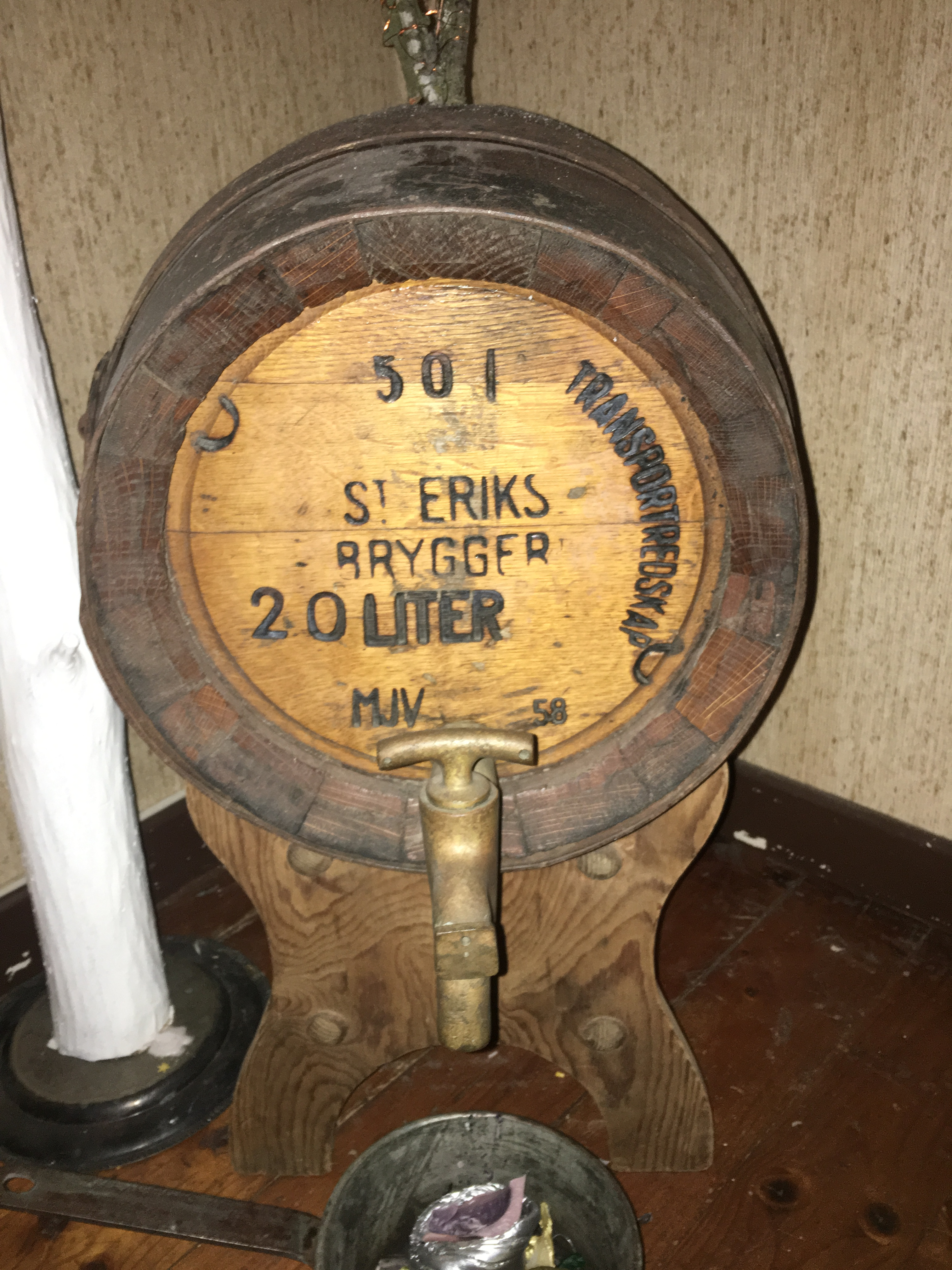
Öltunna från S:t Eriks Bryggeri.

Tunnan verkar ha uppfunnits i Gallien under romersk tid, där de huvudsakligen användes för transport av vin. Även om tekniken att tillverka laggkärl är känd sedan romersk järnålder även i Norden verkar tunnan som transportkärl först långsamt ha spridit sig från romerskt område. En av de tidigaste uppgifterna om tunnor härrör från Trier på 300-talet, där tunnor med öl omtalas. Till Norden kommer tunnorna i övergången mellan järnålder och medeltid. Vid mitten av 900-talet exporterades salt från salinerna i Lüneburg i Nordtyskland i tunnor, och sådana kom troligen tidigt till Sverige. En viktig orsak till tunnornas genombrott var sillfisket, där den saltade fisken exporterades i tunnor och saltet importerades i likadana kärl.
Det svenska osmundsjärnet exporterades huvudsakligen i fat eller tunnor innan det på 1600-talet utkonkurrerades av stångjärnet. Smör exporterades också i tunnor och senare drittlar, ännu på 1950-talet skedde den svenska smörexporten i trädrittlar. Fram till 1950-talet såldes även kalk i trätunnor. Sill och falu rödfärg var de sista varorna som fortsatte att förpackas för försäljning i trätunnor.

## Tunna, kutting och kagge
En liten tunna, till exempel för salt sill eller brännvin, kallades kutting eller kagge. Gränsen mellan tunna och kutting är inte tydlig, speciellt som en rad olika varianter av tunnor förekommer, men de flesta rymdmått för tunnor ligger på 100 liter och uppåt. 
- Kuttingen var från början av samma storlek som ankaret (39 liter), men blev med tiden allt mindre och till sist under 19 liter. Användes mest för spritdrycker.[5]
- Kaggen användes till förvaring av brännvin, ättika och svagdricka. Kaggen var ett bukigt laggkärl av mindre storlek. I äldre tid var en kagge = ett ankare, men den blev så småningom mindre och en senare tids drickakagge rymde omkring 12-15 liter.[5]